# Finkenkruger Kirche
Die Finkenkruger Kirche ist das Gotteshaus der Evangelischen Kirchengemeinde Falkensee-Neufinkenkrug, das nach Plänen des einheimischen Architekten Robert Wilsdorf gebaut und am 31. Oktober 1926 durch den Generalsuperintendenten Otto Dibelius eingeweiht wurde. Das seit dem Jahr 2000 denkmalgeschützte Kirchengebäude befindet sich im Ortsteil Neufinkenkrug in der Stadt Falkensee und gehört zum Kirchenkreis Falkensee im Sprengel Potsdam der Evangelischen Kirche Berlin-Brandenburg-schlesische Oberlausitz (EKBO).

## Lage
Das geostete Gebäude der evangelischen Christen in Finkenkrug steht zentral an einem Mehrfach-Kreuzungspunkt auf dem runden Pfarrer-Voigt Platz. Auf den Platz zu bzw. von ihm ab verlaufen die Verkehrswege Leistikowstraße (nördlich und südlich), Böcklinstraße (westlich, östlich) und Karl-Marx-Straße (südwestlich, nordöstlich). Das zugehörige Pfarr- und Gemeindehaus steht in der nördlich gelegenen Waldstraße.

## Geschichte

### Erste Bauplanungen
Zu Beginn des 20. Jahrhunderts stieg die Einwohnerzahl des damals selbstständigen Ortes Finkenkrug rasch an, im Jahr 1913 waren 650 Einwohner gemeldet. Die zahlreichen evangelischen Christen nutzten ab 30. Juni 1903 die Aula des Schulgebäudes für ihren ersten Gottesdienst. Der Bau eines eigenen Gotteshauses wurde unumgänglich und so begannen erste Planungen samt der Auswahl eines möglichen Baugrundstücks. Der Erste Weltkrieg verhinderte eine schnelle Realisierung. Bereits 1919 begann die Kirchengemeinde jedoch Spenden für das Bauvorhaben zu sammeln, und unter dem Kirchenältesten Paul Reinhard konnte mit den Vorbereitungsarbeiten begonnen werden. Aber die Inflation führte zur Einstellung aller Arbeiten. Erst die Gründung eines Kirchenbauvereins am 19. Juni 1924 und die damit verbundenen Geldeinnahmen und Spenden konnten zur Konkretisierung der Baupläne genutzt werden.

### Errichtung des Kirchengebäudes und weitere Entwicklung
Die Förderung durch den Kirchbauverein, weitere Initiativen des Hilfspfarrers Otto Voigt samt der Finanzhilfen vom Evangelischen Oberkirchenrat ermöglichten am 28. September 1924 die Grundsteinlegung für das einfache Kirchengebäude (zunächst als Kapelle geplant) in der Siedlung Neufinkenkrug. Dem Bau vorausgegangen war ein eingeschränkter Architektenwettbewerb, den der ortsansässige Architekt Robert Wilsdorf gewann. Geplant wurde mit Baukosten von rund 30.000 Rentenmark. Die Bauarbeiten zogen sich über zwei Jahre hin, weil es immer wieder neue Problem gab, die unter Verantwortung des Pfarrers gelöst werden mussten. Darunter gab es steigende Materialkosten, steigende Baukosten; letztere führten zu vielfältigen Benefizaktionen wie Konzerte, Basare, freiwillige Arbeitseinsätze, Verpflegung vor Ort oder kostenlose Künstlerarbeiten.
Im folgenden Jahr, im Januar 1925 konnte bereits das Richtfest begangen werden und am 1. Oktober 1925 gründete sich offiziell die Kirchengemeinde Neufinkenkrug-Waldheim. Sie umfasste zunächst 135 Mitglieder und erhielt im Jahr 1926 eine eigene Pfarrstelle. Bis zum Herbst war der Chorraum soweit fertiggestellt, dass hier schon Gottesdienste und andere religiöse Handlungen vorgenommen werden konnten.
Die drei Gussstahlglocken kamen mit einem Güterwaggon auf dem Bahnhof Falkensee an, wo sie von Gemeindemitgliedern empfangen genommen, auf Fuhrwerke umgeladen und bis zum Kirchplatz begleitet wurden. Am 5. September 1926 fand hier die feierliche Glockenweihe statt, bevor sie auf den Turm gezogen wurden. Das erste Läuten erfolgte am 9. September.

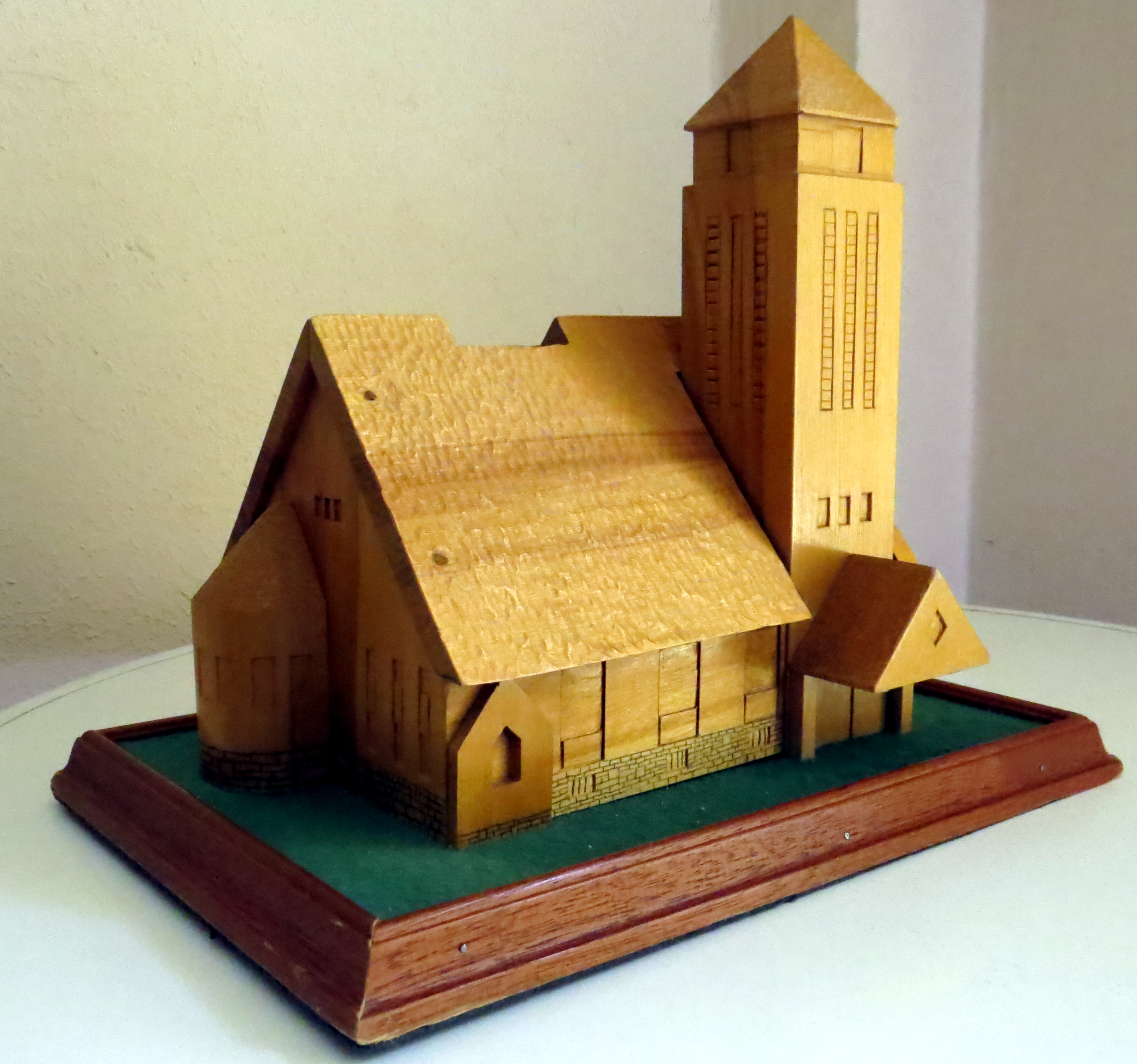
Hölzernes Kirchenmodell, zugleich Spendenbox

Am Reformationstag (31. Oktober) 1926 wurde die Finkenkruger Kirche feierlich eingeweiht. Dazu erschienen zahlreiche Gäste aus nah und fern, aus Kirchen- und kommunalen Gremien; besonders zu erwähnen ist der frisch gekürte Generalsuperintendent Otto Dibelius. Die Tochter des Kirchenältesten überreichte dem Architekten auf einem kleinen Kissen den reich verzierten Kirchenschlüssel, der dann durch die Instanzen bis zum Pfarrer weitergegeben wurde, der mit dem Psalm „Tut uns auf die Tore der Gerechtigkeit, dass wir da hineingehen und dem Herrn danken; das ist das Tor des Herrn“ das Haus aufschloss. Zugleich mit der Kirchenweihe nahm Otto Dibelius auch die Orgelweihe vor. Die Festpredigt hielt Pfarrer Voigt. Auch nach der Feier erfolgten noch weitere Ausbauarbeiten wie die Wandausmalerei im Kirchenraum auf dem vorerst weißen Putz.
In der Zeit bis 1945 erlitt das Gebäude keine größeren Schäden, am Ende des Zweiten Weltkriegs war lediglich Glasbruch zu verzeichnen, welcher bald behoben werden konnte. In den 1960er Jahren wurden im Innenraum entsprechend den Empfehlungen der Evangelischen Kirchensynode die farbigen Malereien im Kirchenraum weiß übertüncht.
In der DDR-Zeit verringerte sich stetig die Anzahl der Gemeindemitglieder.
Zur weiteren Betreuung des Gotteshauses und dem langfristigen Erhalt des Sakralgebäudes gründete sich einige Jahre nach der Wende, im November 2002 der Kirchenbauförderverein der Evangelischen Kirchengemeinde Neufinkenkrug.
Zwischen 2004 und Oktober 2006 erfolgten umfangreiche und gründliche Sanierungen des Gebäudes und denkmalpflegerische Innenrenovierungen: zu den Arbeiten gehörten die Erneuerung und Modernisierung der Heizungsanlage, der elektrischen Anlage, der Beleuchtung, der Sanitärräume und der Einbau einer Küchenzeile im Kirchenvorraum. Auch die Wandgestaltung musste denkmalgerecht geändert werden, es entstand eine in der Apsis abgestufte orangegetönte Wandfläche. Die Heiliggeisttaube im Gewölbezentrum wurde nicht wieder installiert.
Die Arbeiten kosteten die Gemeinde rund 110.000 Euro, die vom Förderverein, aus Spenden und über einen Kredit vom Kirchenkreis aufgebracht wurden. So konnte die Gemeinde pünktlich die 80-jährige Kirchweihe mit einer kompletten Festwoche im Oktober 2006 begehen. Dazu organisierte die Pfarrerin die Herstellung einer Festschrift, lud prominente Gäste wie den Generalsuperintendenten Hans-Ulrich Schulz als Festredner, den Falkenseer Bürgermeister Jürgen Bigalke sowie Vertreter der benachbarten Kirchengemeinden ein. Die Ratsversammlung von Falkensee hatte zu dieser Gelegenheit einer Namensverleihung an den Kirchplatz nach dem verdienten ersten Pfarrer Voigt zugestimmt.
Am 11. Juli 2021 verlieh der NABU der Finkenkruger Kirche die Auszeichnung Lebensraum Kirchturm. Im Kirchturm gibt es Nistplätze für ein Turmfalkenpaar und für Dohlen.

## Architektur

### Kirchengebäude

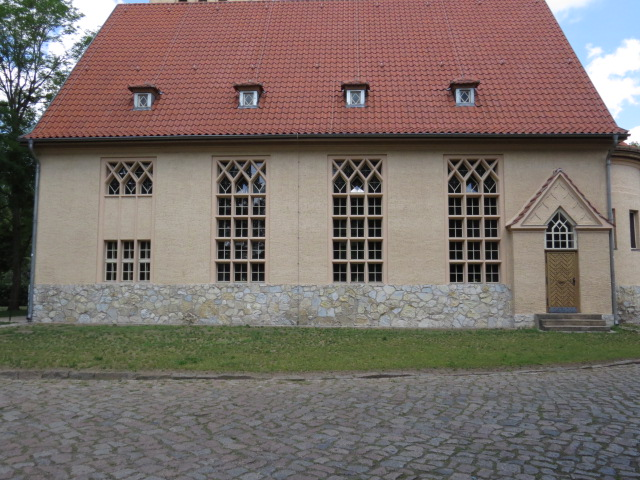
Fassade des Langhauses mit dem besonderen Putz und den Fensterumrahmungen

Das Gotteshaus ist ein kompakter kubusartiger Ziegelbau auf einem Bruchsteinsockel, der innen und außen verputzt wurde. Die Putzflächen sind an verschiedenen Stellen in Flammen- und Rautenform ausgeführt und verweisen damit auf die vom Architekten gewählten Vorbilder des Flamboyant-Stils und des Expressionismus. Jedoch wurden auch andere in den 1920er Jahren vorherrschende Baustile berücksichtigt wie die Neue Sachlichkeit und Moderne. Mit diesem Stilmix gilt die Finkenkruger Kirche als wichtiges Beispiel der Kirchenarchitektur in der Weimarer Republik.

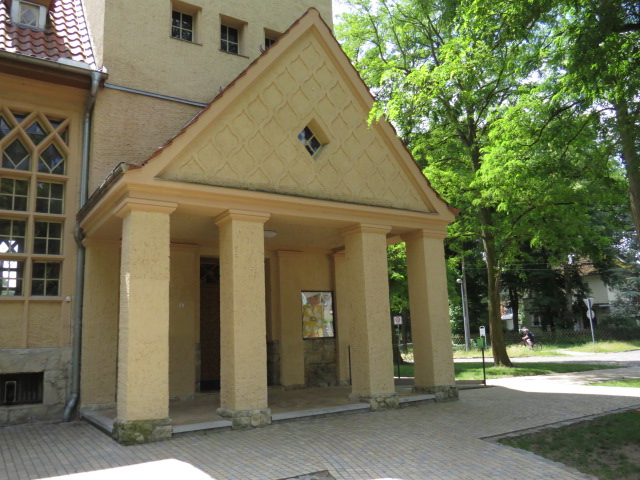
Haupteingang

Der Haupteingang befindet sich auf der Nordwestseite des Gebäudes und wird mittels vier Pfeilern mit einem Portikus sowie als Schmuck mit einem Löwenkopf betont.
Die halbkreisförmige Apsis ist aus der Symmetrieachse etwas seitlich verschoben und enthält sieben bunte bleiverglaste Altarfenster. Sie ist mit einem eigenen Kegeldach abgeschlossen und nimmt damit sogar frühe Bauformen der Romanik auf. An der nordwestlichen Ecke des Gebäudes ist der Kirchturm in den Baukörper integriert worden. Das Hauptgebäude ist mit einem Satteldach abgeschlossen, in dem auf jeder Seite Gauben mit einer rautenförmigen Sprossenteilung eingearbeitet sind. Die Längsseiten des Kirchenschiffes werden von je drei Sprossenfenstern unterbrochen, die genügend Tageslicht in den Raum einfallen lassen. Die zur Straße gewandte Seite wird durch übergiebelte Risalite aufgelockert. Der südliche Risalit umrahmt den Haupteingang zur Kirche, dessen Tür mit Rauten und Blumenornamenten geschmückt ist.
An der Südwestseite des Kirchenraumes sind der Gemeindesaal und ein Abstellraum angebaut worden. An der Nordseite schließt sich an das Seitenschiff die Sakristei an. Der Hauptraum selbst besteht aus einem breiteren südlichen und einem schmaleren nördlichen Bereich. Eine Orgelempore befindet sich über dem Gemeinderaum, der anfangs als Brauthalle diente.
Eine Seitenempore ergänzt die Sitzgelegenheiten der Kirchenbesucher.

### Turm

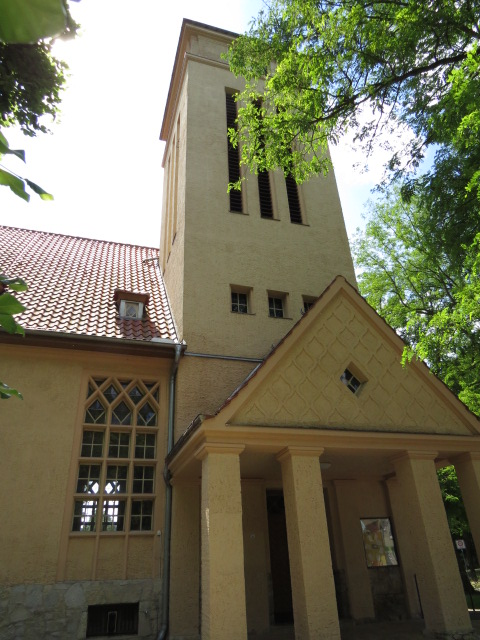
Kirchturm, Juni 2020

Der Kirchturm besitzt einen quadratischen Grundriss mit einem ziegelgedeckten Zeltdach, das von einem Turmknopf und Kreuz bekrönt wird. Drei hohe schlanke Schallöffnungen betonen die Vertikale dieses Baus, hinter denen sich die Glockenstube befindet. Über den Schallöffnungen schmücken Gesimse und abgetreppte Fenster die Fassade.
Dem Glockenturm sind ein gesonderter Treppenturm, gestaltet ähnlich wie die Apsis, und ein Portikus vorgelagert. Der Turmeingang, in dem die Holzplastik Der verlorene Sohn des Tiroler Schnitzers Rudolf Vallazza, 1931 geschaffen, steht, wird mittels eines auf vier Rechteckpfeilern ruhenden Portikus umrahmt.
Der Turmvorraum ermöglicht den Zugang zum Haupt- und Seitenschiff, zum Gemeindesaal und zum Heizungskeller.

### Geläut

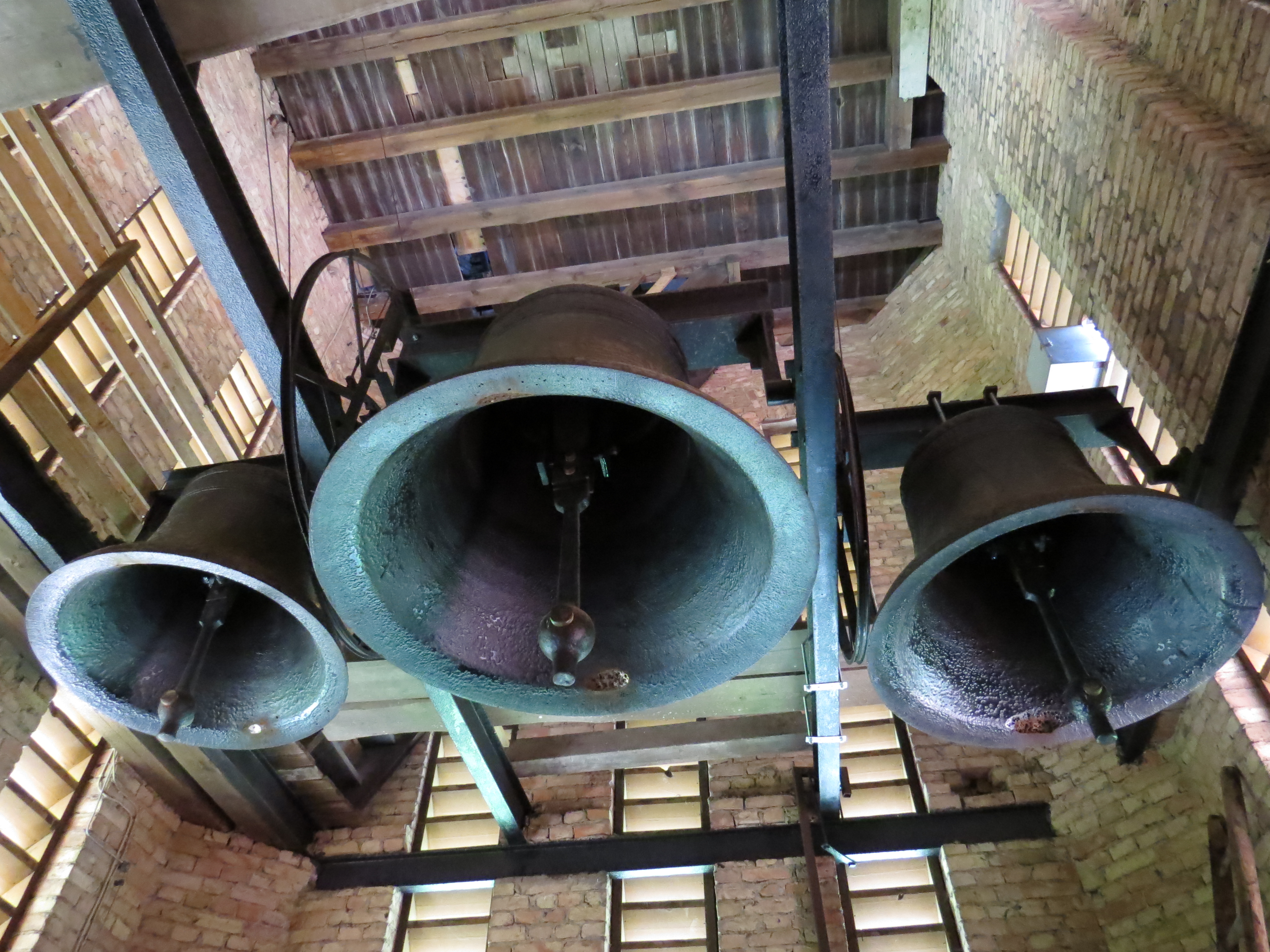
Blick auf die Glockenkörper

Im Turm befindet sich ein dreistimmiges Eisenhartguss-Geläut, das 1926 von der Firma Schilling & Lottermann in Apolda gegossen worden ist. Die drei Glocken sind klanglich aufeinander abgestimmt, die größte hat ein Gewicht von 1,35 Tonnen und trägt die Inschrift „Die Lebenden ruf' ich zur Andacht herzu, den Toten läute ich Frieden und Ruh’“. Alle drei Glocken tragen eine feine Glockenzier am oberen Rand und zusätzlich zu den Inschriften ein Gießerzeichen.
Über der Glockenstube ist eine Turmuhr mit großen in eine quadratische flache Nische eingepassten Zifferblättern eingesetzt.

## Ausstattung
Die hier beschriebenen Ausstattungsgegenstände mit Ausnahme der Orgel stammen aus der Bauzeit des Kirchengebäudes. Viele Elemente gehen zurück auf Stiftungen einzelner Gemeindemitglieder wie die Paramente, der Altarleuchter, Teppiche, Liedertafeln oder die Altarfenster.

### Hauptraum

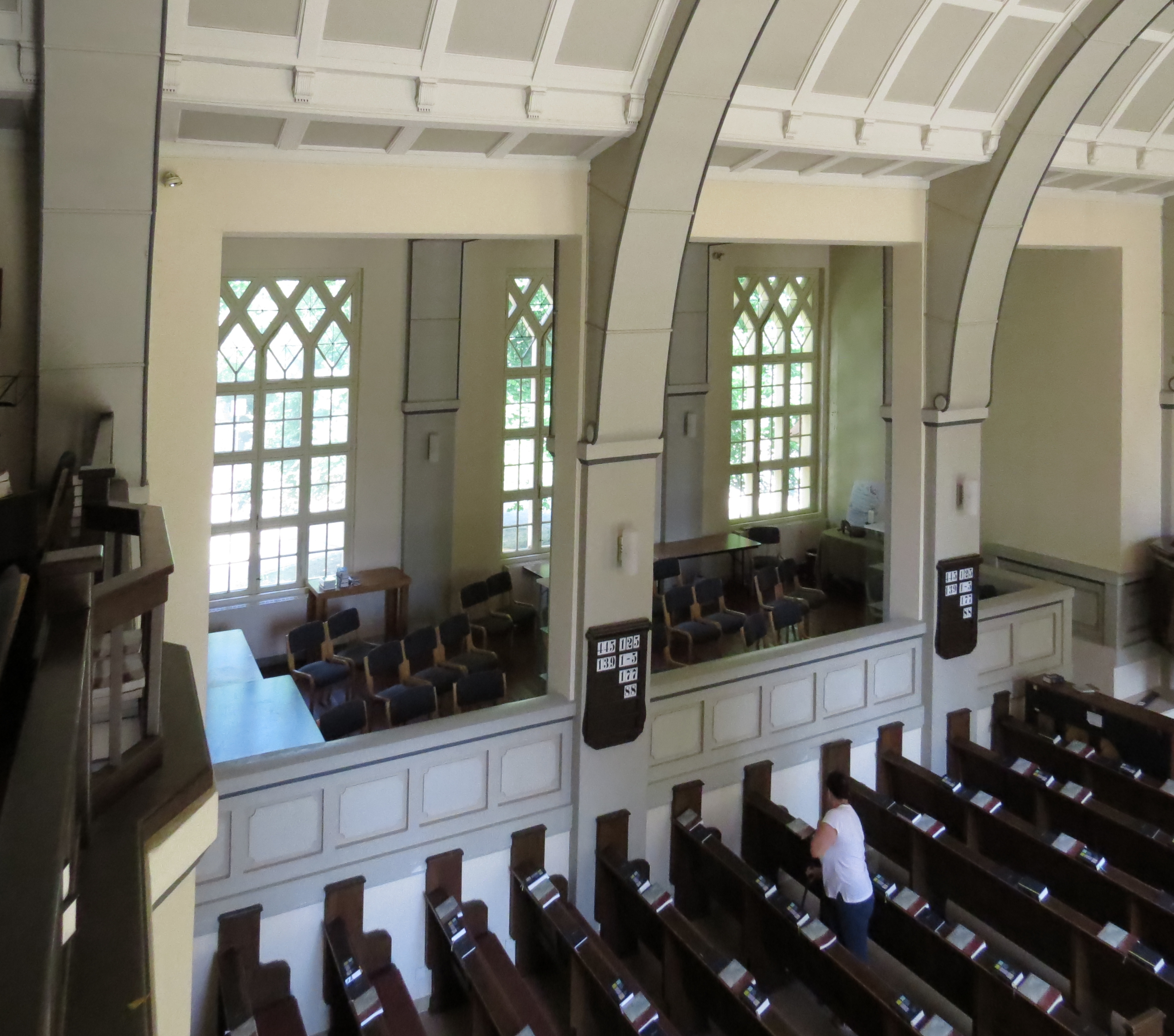
Blick auf die Seitenempore und in den Kirchenhauptraum

Der Kirchenhauptraum wird von einem kassettierten hölzernen Tonnengewölbe überspannt, durch weit gespannte Gurtbögen rhythmisiert. An der Nordseite schließt sich ein emporenartig überhöhtes Seitenschiff an, unter dem der Heizungskeller liegt. Decke und Wände sind nach der im Jahr 2006 abgeschlossenen Renovierung wieder in annähernd originaler Farbfassung gestaltet, insbesondere fallen die acht orangeroten Nuancierungen des Altarraumes auf.

### Altarraum

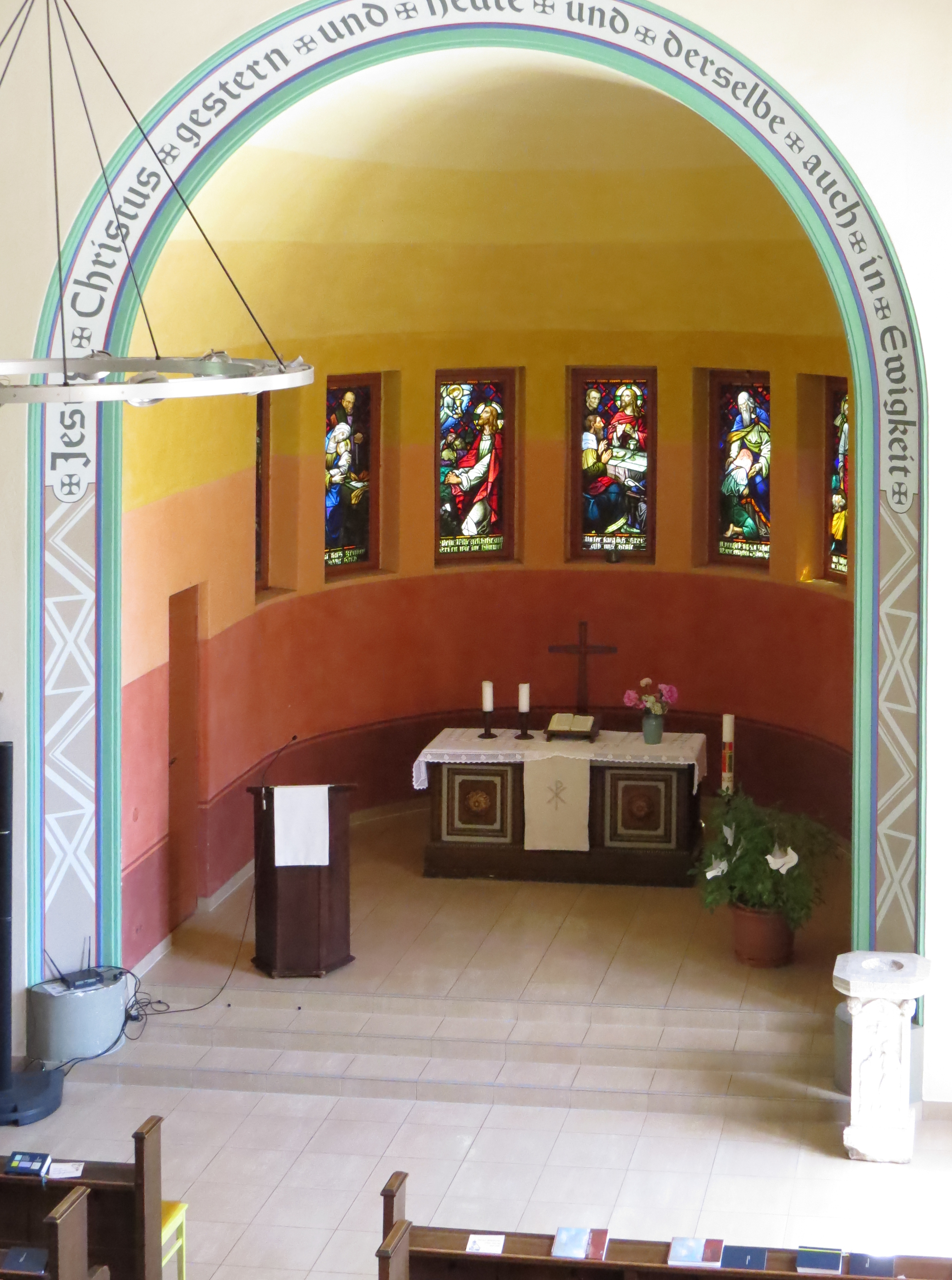
Blick in den Chorraum von der Orgelempore aus

Der Chorbogen zur Apsis hin ist angeschrägt und mit einem Bibelspruch verziert: „Jesus Christus gestern und heute und derselbe auch in Ewigkeit“ und beidseitig von grafischen Elementen eingefasst.
Der hölzerne Altar steht auf einem flachen Sockel in der Mitte der mittels drei Stufen erhöhten Apsis. Die dem Hauptschiff zugewandte Vorderfläche ist in drei mit Ornamentbändern verzierte Felder gegliedert. Auf dem Altar steht ein von der Künstlerin Hannelore Thielke geschnitztes Kruzifix, in durchlöcherter Gestaltung. Diese Form soll den Auferstehungsglauben symbolisieren. Das erste Kruzifix aus der Bauzeit erhielt einen neuen Platz an der Ostwand der Seitenempore. Die Wand der Apsis ist farbig angemalt, in acht kleinen Schritten von dunkelrot (ganz unten) bis hellgelb (im Gewölbe) streifenförmig abgestuft.

### Fenster

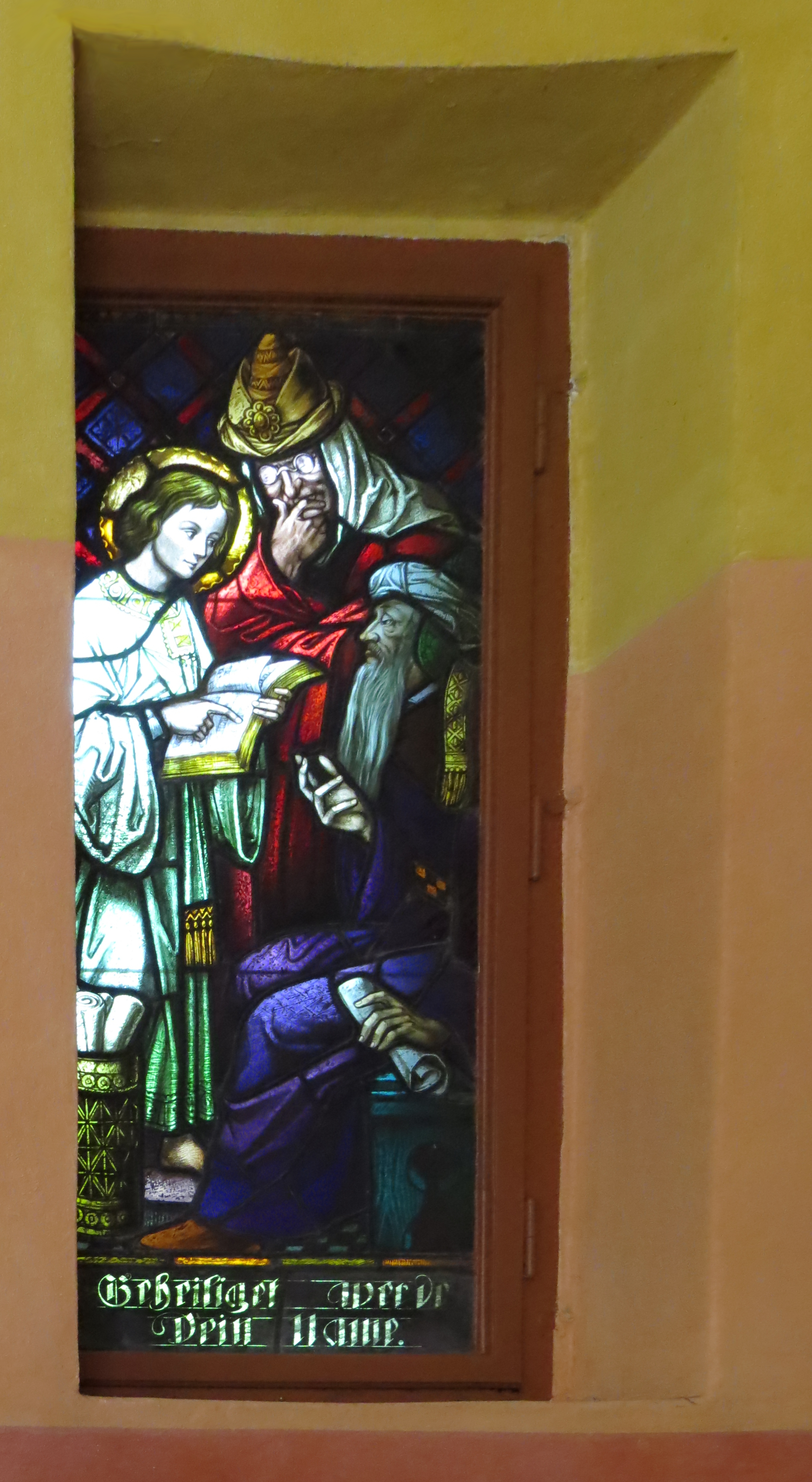
Altarfenster („Geheiligt werde Dein Name“)

Die sieben in gleichmäßigen Abständen angeordneten Altarfenster stellen Szenen aus dem Neuen Testament dar: Jesus im Tempel, Geburt Jesu, Jesus auf dem Ölberg, Abendmahl, Heimkehr des verlorenen Sohnes, Jesus auf dem See Genezareth, Salbung der Füße. Jedes Fenster trägt als Inschrift eine Bitte aus dem Vaterunser.
Die Fenster an den Längswänden selbst sind dreibahnig; einige obere Fensteröffnungen sind maßwerkähnlich gestaltet. Sie sind nicht farblich ausgeführt. Die Fenstergitter wurden aus Beton geformt.
Weitere Fenster im Westgiebel versorgen den Gemeindesaal mit Tageslicht. Die oberen Teile dieser Öffnungen sind jedoch Blendfenster.

### Kanzel, Taufstein
Nordöstlich vor dem Apsisbogen steht die hölzerne Kanzel auf einer Säule. Der polygonale Kanzelkorb ist in kleine abgesetzte Felder gegliedert. Sie wird jedoch nicht mehr für Predigten genutzt, stattdessen steht neben dem Altar ein dunkel gebeizter Ambo. Südöstlich vor dem Apsisbogen befindet sich der rechteckige Taufstein. Der obere Rand ist mit Engelsköpfen geschmückt.

### Orgel
Die erste Orgel aus der Bauzeit wurde Anfang der 1940er Jahre verschrottet und zeitweilig durch ein Harmonium ersetzt.

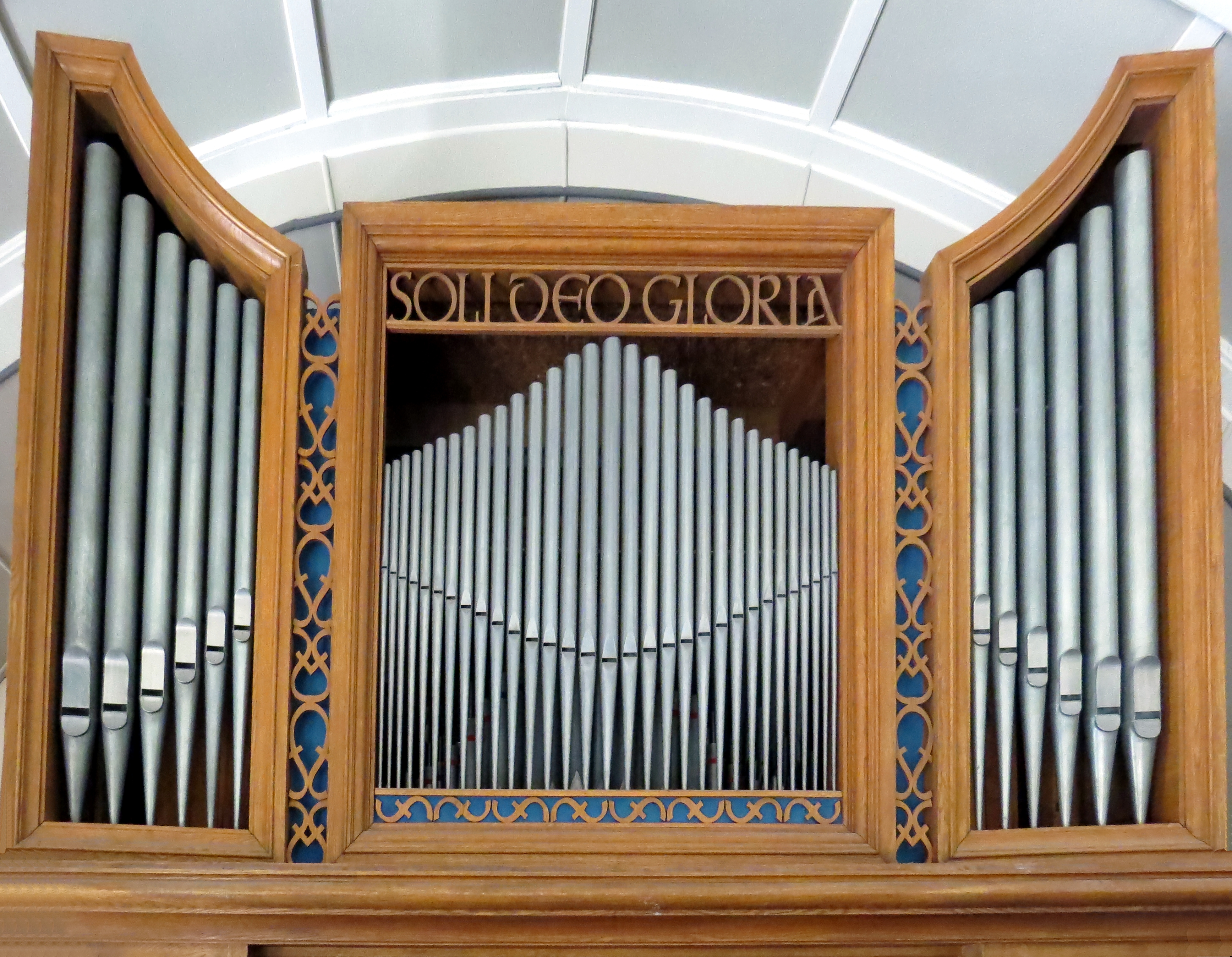
Orgelprospekt

Die auf der Empore installierte Orgel wurde nach dem Zweiten Weltkrieg, 1954, in der Werkstatt von Alexander Schuke durch Hans-Joachim Schuke in Potsdam hergestellt. Die Orgelweihe fand am Reformationstag 1954 statt. Die mechanische Orgel verfügt über 13 Register auf zwei Manualen mit rund 800 Pfeifen und Pedal, sowie einen ornamentalen Prospekt mit der Inschrift „Soli deo gloria“. Der aktuelle Kantor (2021) ist Stephan Hebold.
Im Jahr 2008 hat die Firma Schuke das Instrument überholt und mit einer zusätzlichen digitalen Manualklaviatur ausgerüstet. Damit können elektronisch rund 1000 Klangbilder erzeugt werden. Eine angedachte baulich-klangliche Erweiterung war aus Platzgründen nicht möglich. Die Überarbeitung und Tastaturergänzung kostete aufgerundet 10.000 Euro, die durch Spenden und Benefizveranstaltungen aufgebracht wurden.

## Gemeinde

### Gründung und Entwicklung
Die erst im 19. Jahrhundert gegründete Siedlung Neu-Finkenkrug hatte zahlreiche Anhänger des evangelischen Glaubens, die nach Falkenhagen gepfarrt waren. Mit dem Einsetzen des Hilfspredigers Otto Voigt in sein seelsorgerisches Amt in Seegefeld war die Gründung einer Kirchengemeinde und der Bau eines eigenen Gotteshauses verbunden. Voigt hielt seine erste Predigt in einem Schulklassenraum, in dem ein Tisch mittels eines schwarzen Tuches zum Altar umfunktioniert worden war. Bis es zum Bau der eigenen Kirche kommen konnte, suchte Voigt weitere Möglichkeiten, z. B. führte er den Pfingst-Festgottesdienst auch direkt im Wald durch. Parallel begann er Geld für den Kirchbau zu sammeln und fand in Paul Reinhard als Vertreter des Evangelischen Wartburgbundes uneigennützige Unterstützung.

### Gemeindeleben (Auswahl)
Die Finkenkruger Kirchengemeinde unterhält einen Kinderkirchenchor (Finkenchor), einen Gospelchor (The Finchpotsingers) und einen Kirchenchor (Finkenkruger Kantorei). Sie führt Hauskreise, Gesprächskreise, Seniorennachmittage durch und bietet mit dem Sterncafé einen monatlichen Treff für trauernde Menschen an. Darüber hinaus gibt es den im Jahr 2001 gegründeten Verein Beratung und Lebenshilfe mit Beratungsstellen und die Mitglieder beteiligten sich auch aktiv an dem Taizé-Treffen im Dezember 2011.
Im Kirchenraum finden gelegentlich auch Ausstellungen statt, beispielsweise im Frühjahr 2020 Wunder der Schöpfung: Das schillernde Leben der Libellen (Fotoausstellung).
Während der Corona-Pandemie mit dem staatlich verordneten Lockdown fanden in der Kirche bis Mai 2020 keine Gottesdienste oder Veranstaltungen statt. Allerdings gelang es, kurzfristig digitale Andachten zu organisieren („Wort und Klang“), die auf der Kirchenhomepage zu empfangen waren. Nach der ersten vorsichtigen Kirchenöffnung führte die Pfarrerin ihre Predigten ohne Gemeindegesang durch, weshalb auch keine Gesangbücher ausgegeben wurden, die digitalen Andachten wurden beibehalten. Mehr Veranstaltungen etablierten sich ab Juni 2020 schrittweise, aber unter Beachtung der Personen-Abstände und der Maskenpflicht.
Die Kirchengemeinde mit derzeit 1500 Mitgliedern (Stand 2021) beabsichtigt, ein neues Gemeinde- und Stadtteilzentrum in unmittelbarer Nachbarschaft zur Kirche zu errichten. Besucher der Gottesdienste oder von Veranstaltungen im Kirchenraum sollen in der Nähe Aufenthaltsmöglichkeiten finden. Ein an den Platz anschließendes kircheneigenes Grundstück mit passender Größe ist im derzeitigen Bebauungsplan (F53 B, „Finkenkrug I Süd“) als Waldfläche ausgewiesen und soll als Baugrundstück für Gemeinbedarf umgewidmet werden. Für diese Idee gibt es allgemeine Zustimmung, sie muss jedoch noch durch alle kommunalen und kirchlichen Instanzen abgesegnet werden.
Die Kirchengemeinde gibt die regelmäßigen Informationen Finkenkruger Kirchenbote heraus.

### Pfarrer
- 1926–1961: Otto Voigt; bereits 1924 als Hilfsprediger nach Seegefeld entsandt mit dem Auftrag, in Neu-Finkenkrug eine neue Kirchengemeinde zu gründen und sich um den Bau einer Kirche zu kümmern.[13] – Voigt wurde zwischen 1933 und 1937 von den Nationalsozialisten mehrfach vom Dienst suspendiert, auch inhaftiert und wieder eingesetzt bzw. freigelassen.[4]
- 1962–1971: Karl Pandikow
- 1972–1999: Eberhard Grohmann
Pfarrer Grohmann führte die Kirchengemeinde in das vereinte Deutschland und war dann noch neun Jahre im Amt.
- 2000–2002: Christian Pagel
- 2003–2021: Anneliese Hergenröther, kam aus Forst (Lausitz) und ist seit 2021 im Ruhestand.
- seit 2021: Thorsten Klein

Das Wirken und die aufrechte Gesinnung des ersten Pfarrers dieser Kirche wurde 2006 durch die Namensvergabe an das bis dahin namenlose Rondell des Kirchenareals auf der Kreuzung der Leistikowstraße, Karl-Marx-Straße und Böcklinstraße gewürdigt: Pfarrer-Voigt-Platz.